# Arquegosàurids
Els arquegosàurids (Archegosauridae) constitueixen una família de tetràpodes temnospòndils que visqué durant el període Permià.

## Galeria

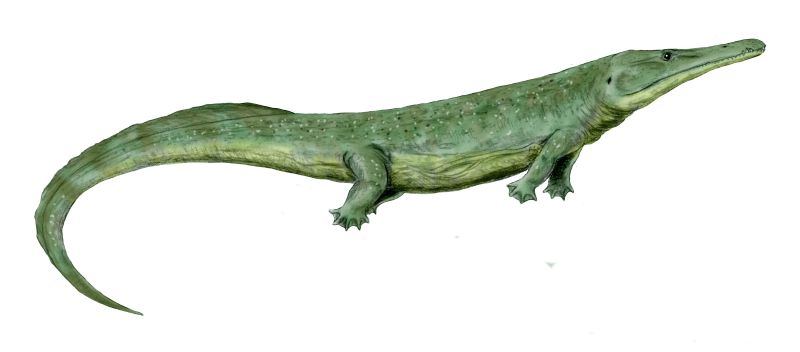
Prionosuchus
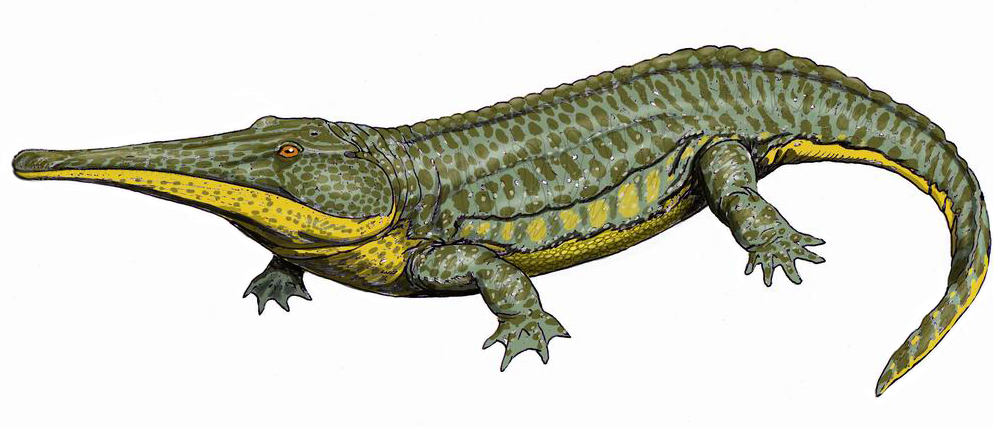
Platyoposaurus
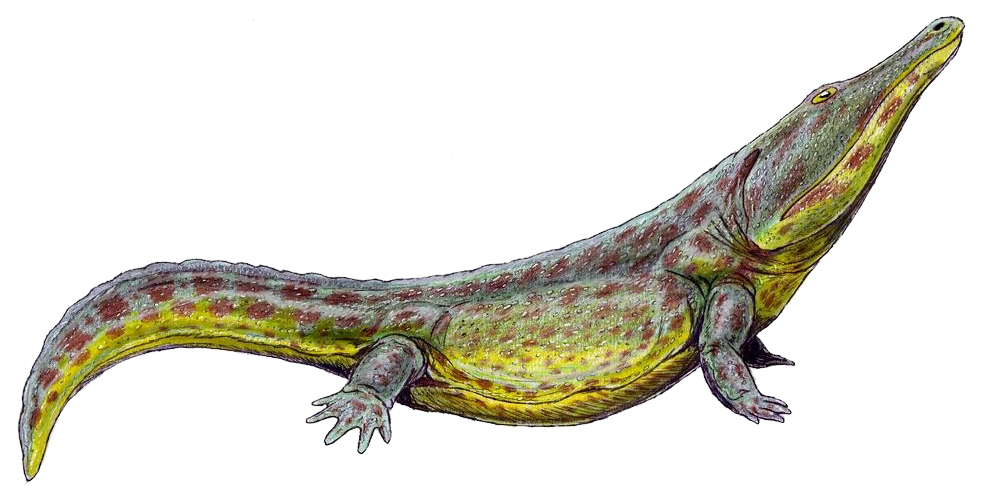
Konzhukovia
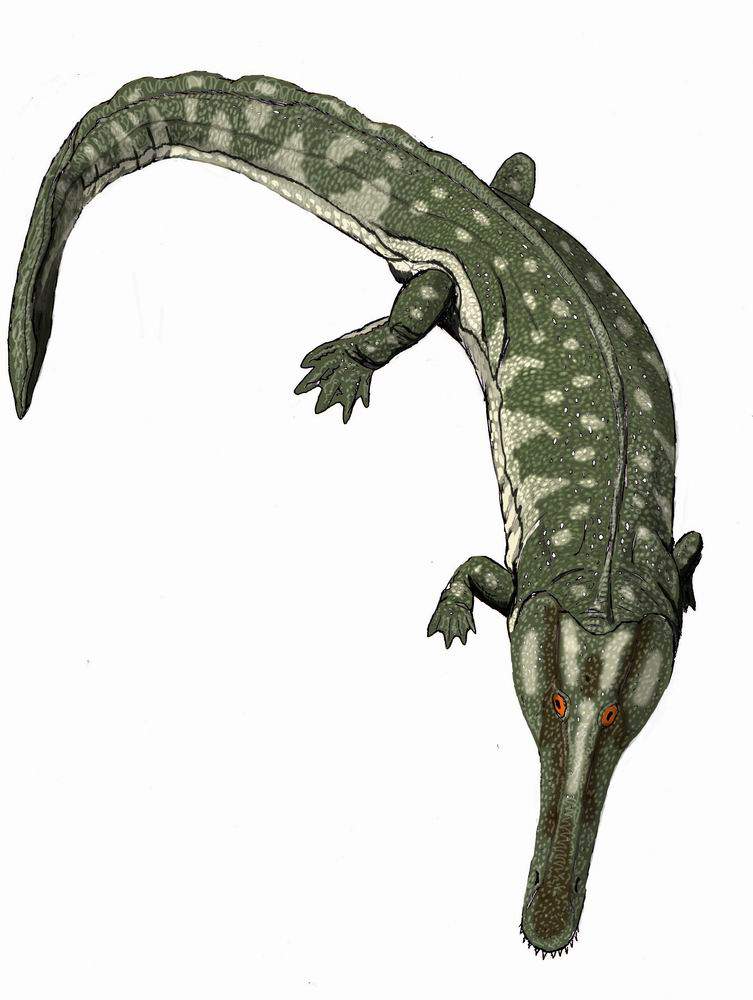
Collidosuchus
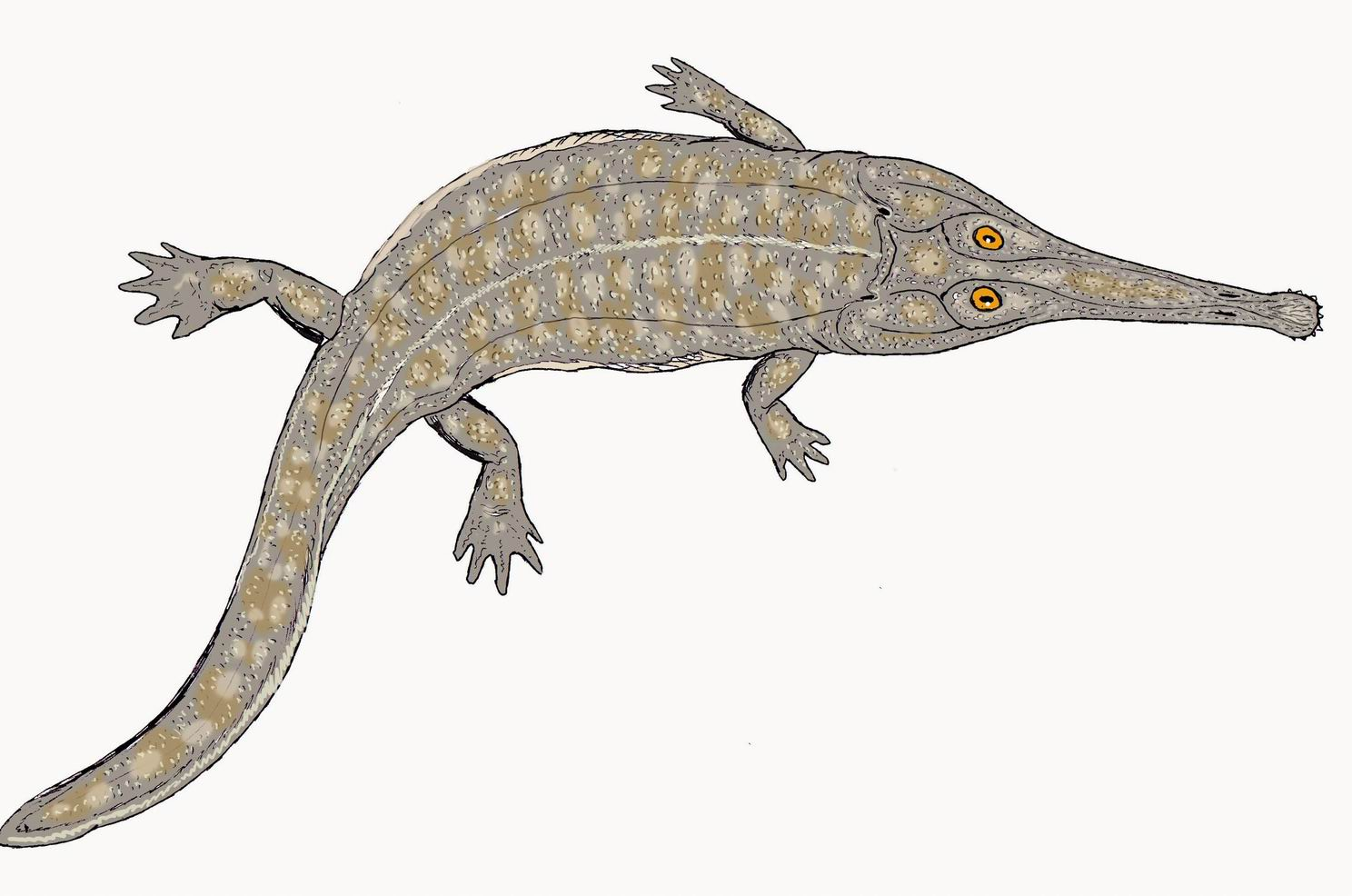
Australerpeton